# Parnas (fresk Rafaela)
Parnas – malowidło ścienne namalowane przez Rafaela w latach 1510–1511. Znajduje się w Stanza della Segnatura w Pałacu Apostolskim w Watykanie.

## Okoliczności powstania fresku
Parnas wchodzi w skład fresków, które powstały w pierwszej ze Stanz Watykańskich, nazywanej Stanza della Segnatura. Program ikonograficzny fresków zaproponował papież Juliusz II. W skład fresków w Stanza della Segnatura wchodzą: gloryfikująca prawdę objawioną Dysputa o Najświętszym Sakramencie, gloryfikująca prawdę racjonalną Szkoła Ateńska, gloryfikujące dobro freski Grzegorz IX zatwierdza dekretalia i Justynian otrzymujący pandekty oraz gloryfikujący piękno Parnas. Prace nad udekorowaniem sali rozpoczęły się w 1508 roku, a zakończyły w 1511. W zależności od źródeł można przeczytać, że Parnas namalowano w latach 1509–1510, 1509–1511 lub 1510–1511.

## Opis
Fresk stanowi gloryfikację poezji, uważanej w renesansie za najwyższą sferę duchową działalności człowieka, która umożliwia zrozumieć mu boską tajemnicę. Malując fresk Rafael pragnął połączyć jasność i harmonię kultury antycznej z elementami współczesnymi. Fresk jest wkomponowany w kształt okna. Malowidło przedstawia Apollona i muzy, wokół których gromadzą się poeci: dziewięciu współczesnych Rafaelowi i dziewięciu antycznych. Apollon siedzi na Parnasie, w pobliżu źródła Kastalii. Głowę Apollona wieńczy wawrzyn. Bóg gra na lirze, będącej popularnym instrumentem muzycznym w renesansie. Na prawo od Apollona stoją: Erato, Polihymnia, Melpomene, Terpsychora i Urania, a na lewo: Klio, Euterpe, Talia, Kalliope. W przeciwieństwie do typowe liry liczącej siedem strun, Apollon gra na instrumencie z dziewięcioma strunami, gdzie każda ze strun symbolizuje jedną z muz. 
Po lewej stronie znajdują się: Dante Alighieri, Enniusz, Homer, Stacjusz, Wergiliusz, pod nimi grupę tworzą: Alkajos z Mityleny, Anakreont z Teos, Francesco Petrarca, Korinna, Safona. Safona siedzi, trzymając lirę i zwój z pergaminu, na którym napisane jest jej imię. Śpiewającego Homera słucha siedzący na kamieniu Enniusz, który zapisuje jego słowa. Charakterystycznie ubrany Dante Alighieri towarzyszy Wergiliuszowi i Homerowi. Po prawej stronie znajdują się m.in: Antonio Tebaldeo (przypuszczalnie), Giovanni Boccaccio, Horacy (przypuszczalnie), Jacopo Sannazaro, Ludovico Ariosto, Owidiusz, Propercjusz, Tibullus. Ludovico Ariosto i Tibullus są zwróceni ku sobie, Propercjusz patrzy wprost na widza, Jacopo Sannazzaro i Owidiusz dyskutują z siedzącym Horacym.
Tworząc fresk Rafael wzorował się na sztuce antycznej. Zapożyczał elementy z greckich sarkofagów czy też rzeźb. Twarz Homera była wzorowana na twarzy Laokoona z Grupy Laokoona. Safona ma twarz kurtyzany Imperii, z którą romans miał bankier Agostino Chigi. Modelem do Owidiusza mógł być Pietro Aretino.
W Royal Collection w zamku w Windsorze w Wielkiej Brytanii przechowywane są szkice do fresku z lat 1509–1510, wykonane tuszem na papierze.

## Detale

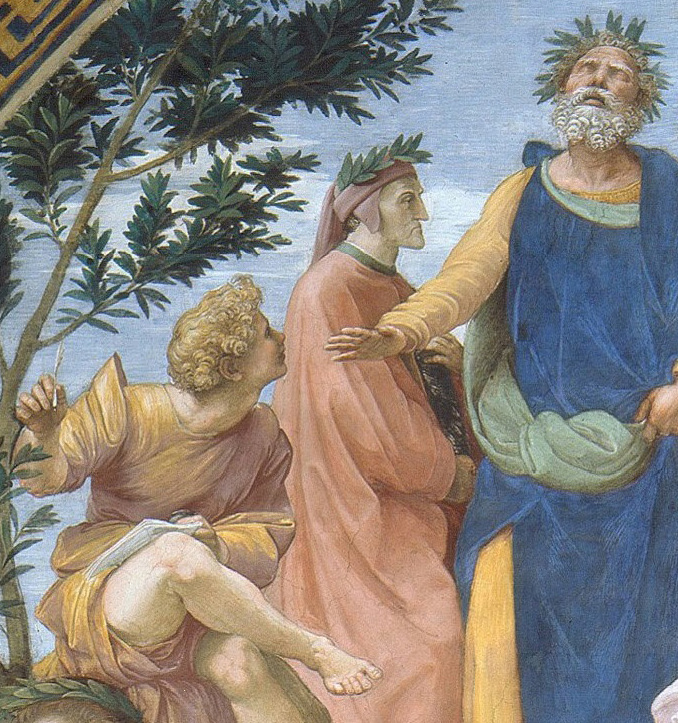
Enniusz, Dante i Homer
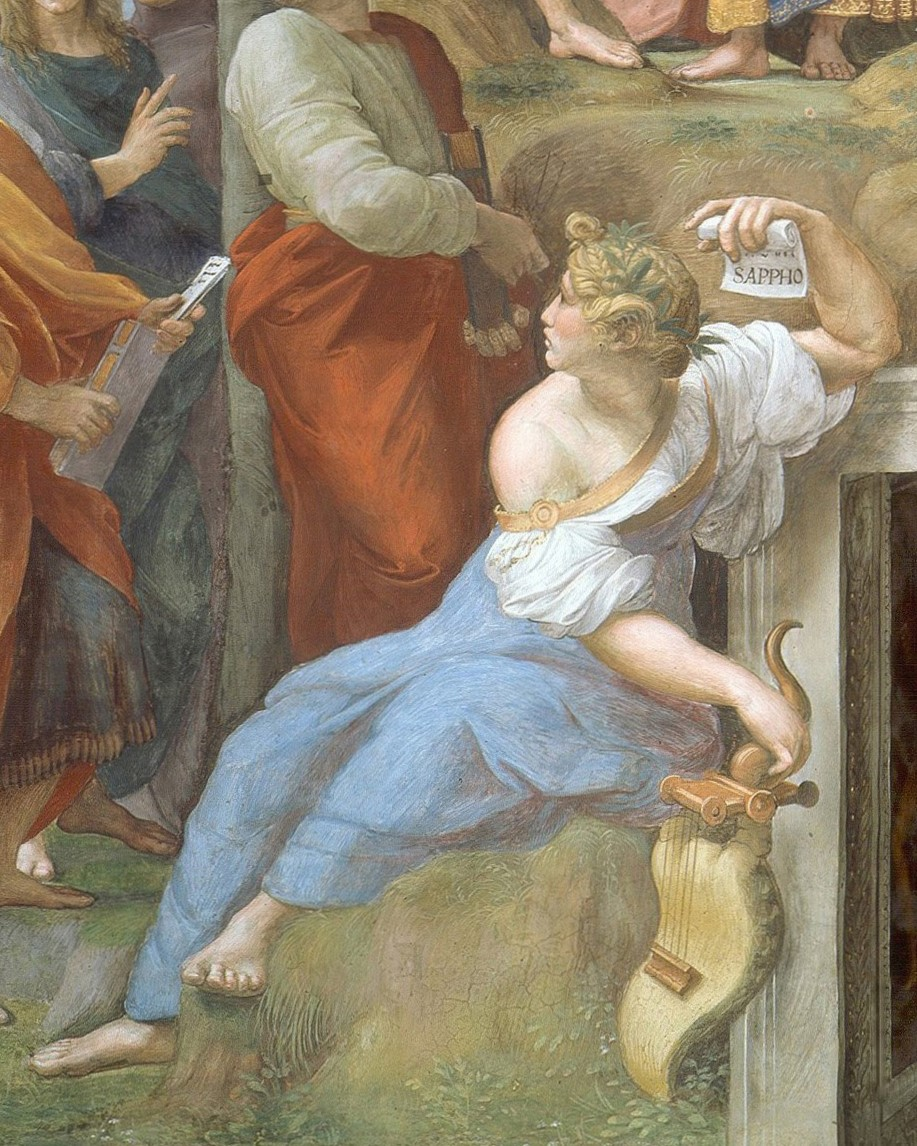
Safona
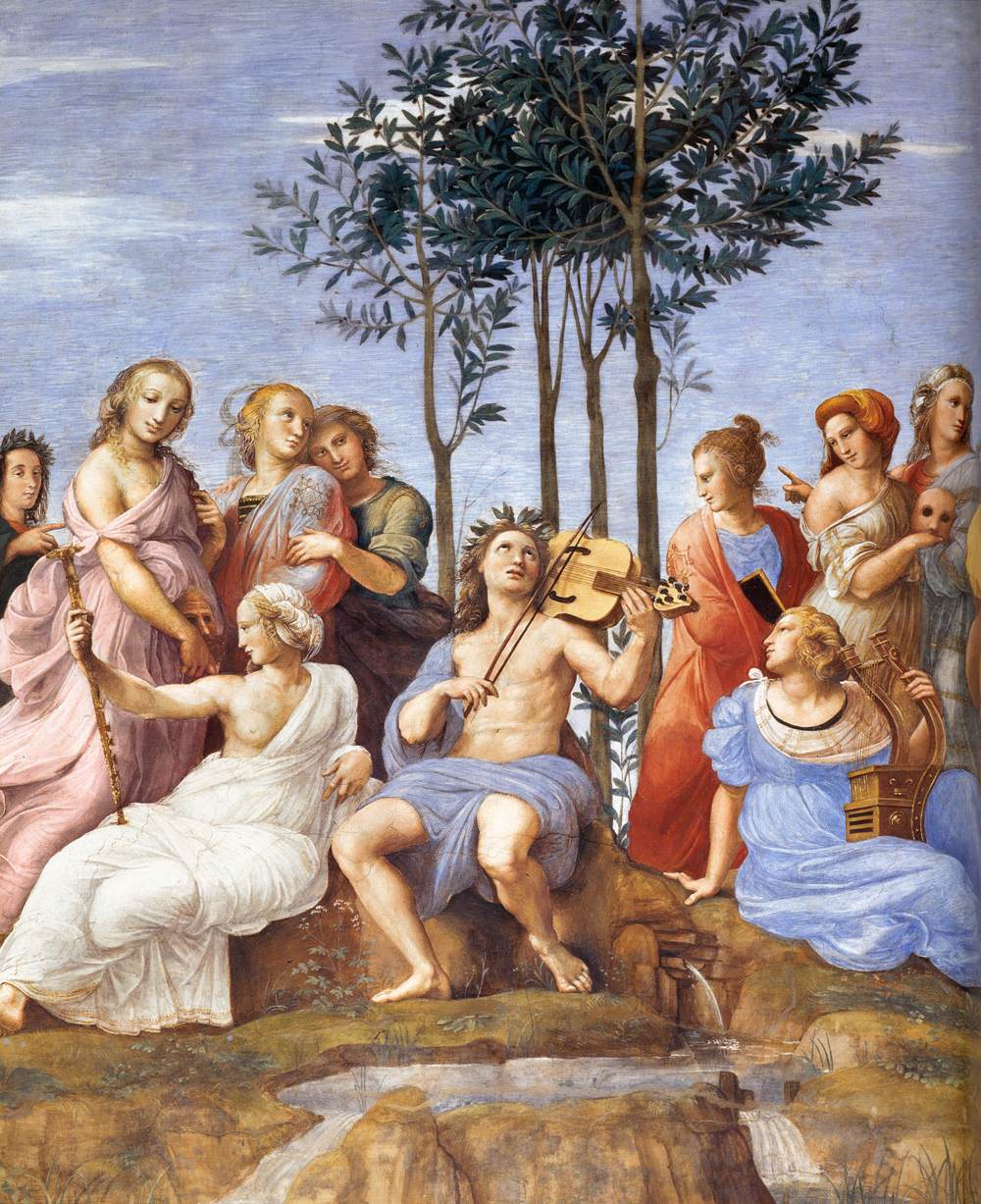
Apollon otoczony Muzami
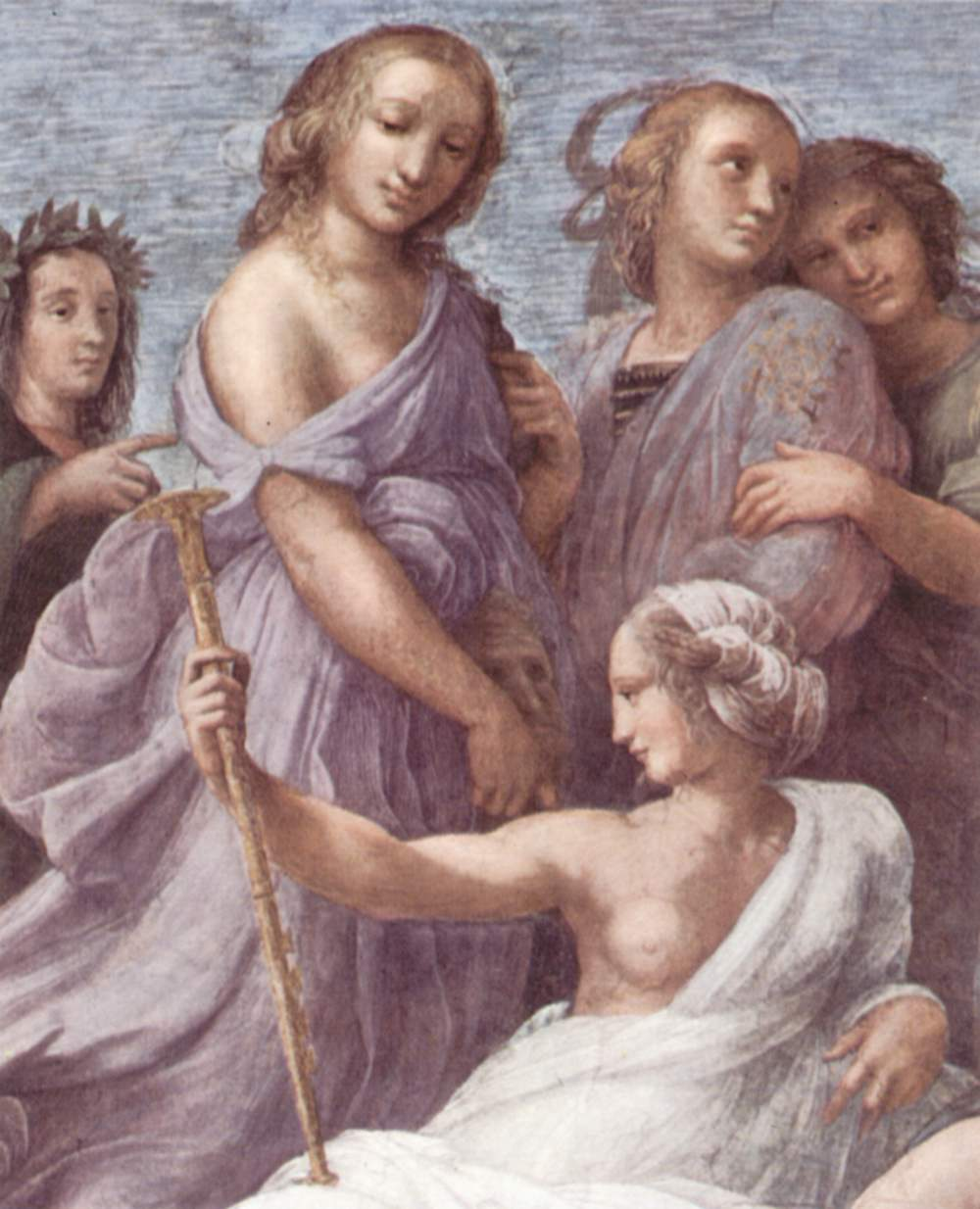
Muzy: Talia, Klio, Euterpe i Kalliope
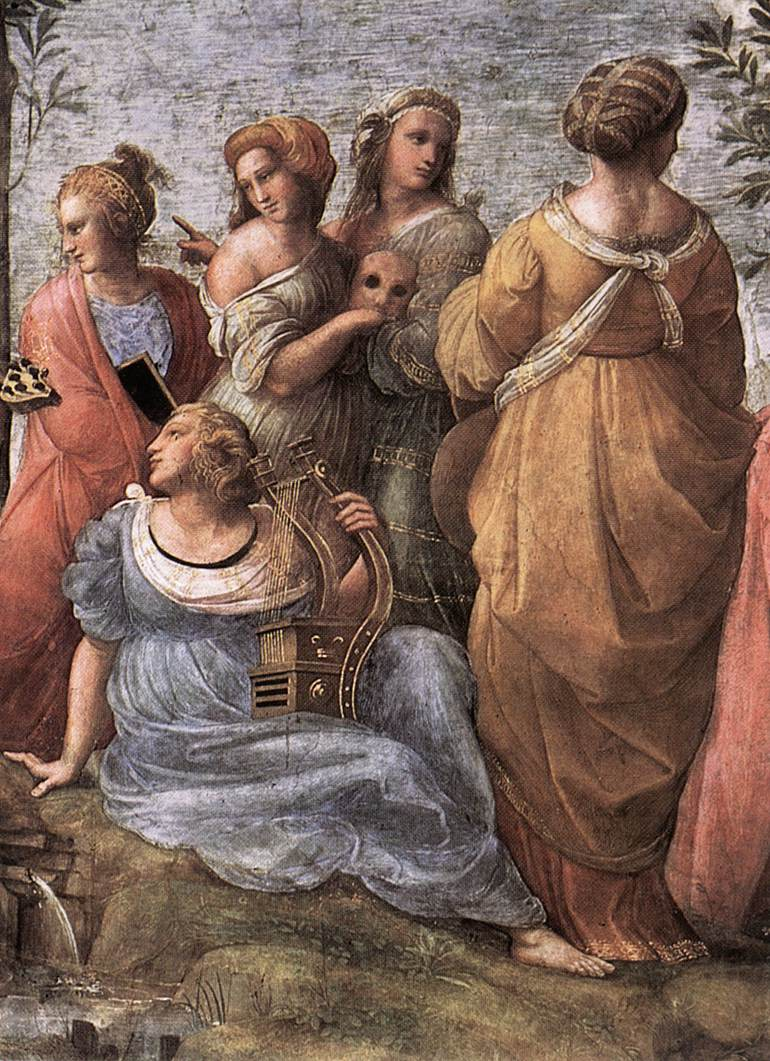
Muzy: Erato, Polihymnia, Melpomene, Terpsychora i Urania
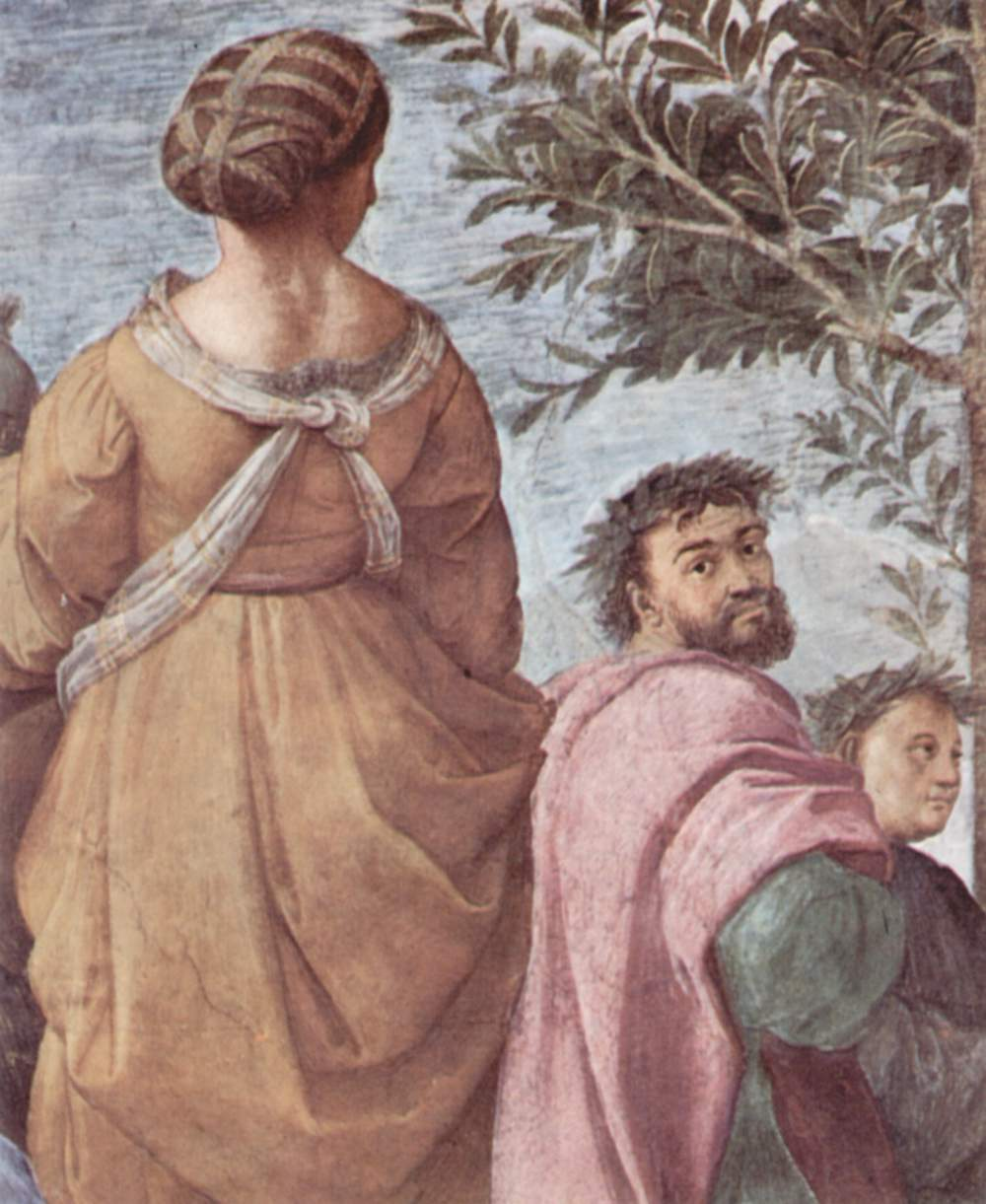
Propercjusz (po prawej, spoglądający na widza)